# Blanke
Die Blanke ist der größte Stadtteil von Nordhorn im Landkreis Grafschaft Bentheim. Benannt wurde er nach Feuchtwiesen am Südrand der Stadt, der großen und der kleinen Blanke. Bis 1929 gehörte das Gebiet zur Gemeinde Frensdorf und wurde dann nach Nordhorn eingemeindet, zusammen mit einem kleinen Flurstück aus der Gemeinde Brandlecht im Südwesten, das ebenfalls zum heutigen Stadtteil gehört.

## Geschichte
Nach und nach wurde das Gebiet trockengelegt und vor dem Zweiten Weltkrieg an den Rändern bebaut (Dorotheenstraße, Klarastraße). Nach dem Zweiten Weltkrieg erfolgte dann die großräumige Besiedlung mit Flüchtlingen und Textilarbeitern. Im Jahre 1928 legte eine Nordhorner Textilfirma im Süden der damaligen Gemeinde Frensdorf eine Transformatorenstation an, um die sich eine Siedlung bildete. 1934 beschloss der Deutsche Siedlerbund, dort 31 Häuser zu bauen. Von 1948 bis 1950 bildeten die großen Nordhorner Textilfirmen NINO, Rawe und Povel ein Konsortium zusammen mit der Wohnungsbaugesellschaft GEWO. In kürzester Zeit wurden Reihenhäuser nach amerikanischem Vorbild für etwa 4000 Einwohner gebaut.
Die Blanke war in den folgenden Jahren eine große Baustelle. Wurden 1932 erst 37 Einwohner gezählt, so waren es 1951 schon mehr als 5000. Heute hat die Blanke etwa 13000 Einwohner. In Zusammenhang mit der Wiederaufnahme des Schienenverkehrs zwischen Bad Bentheim und Neuenhaus erhielt die Blanke im Sommer 2019 einen Haltepunkt.

## Sport
Zu den bekanntesten Vereinen aus der Blanke gehören Eintracht Nordhorn und der „Schach-Klub Nordhorn-Blanke von 1955“.